# 第29钢琴奏鸣曲 (贝多芬)

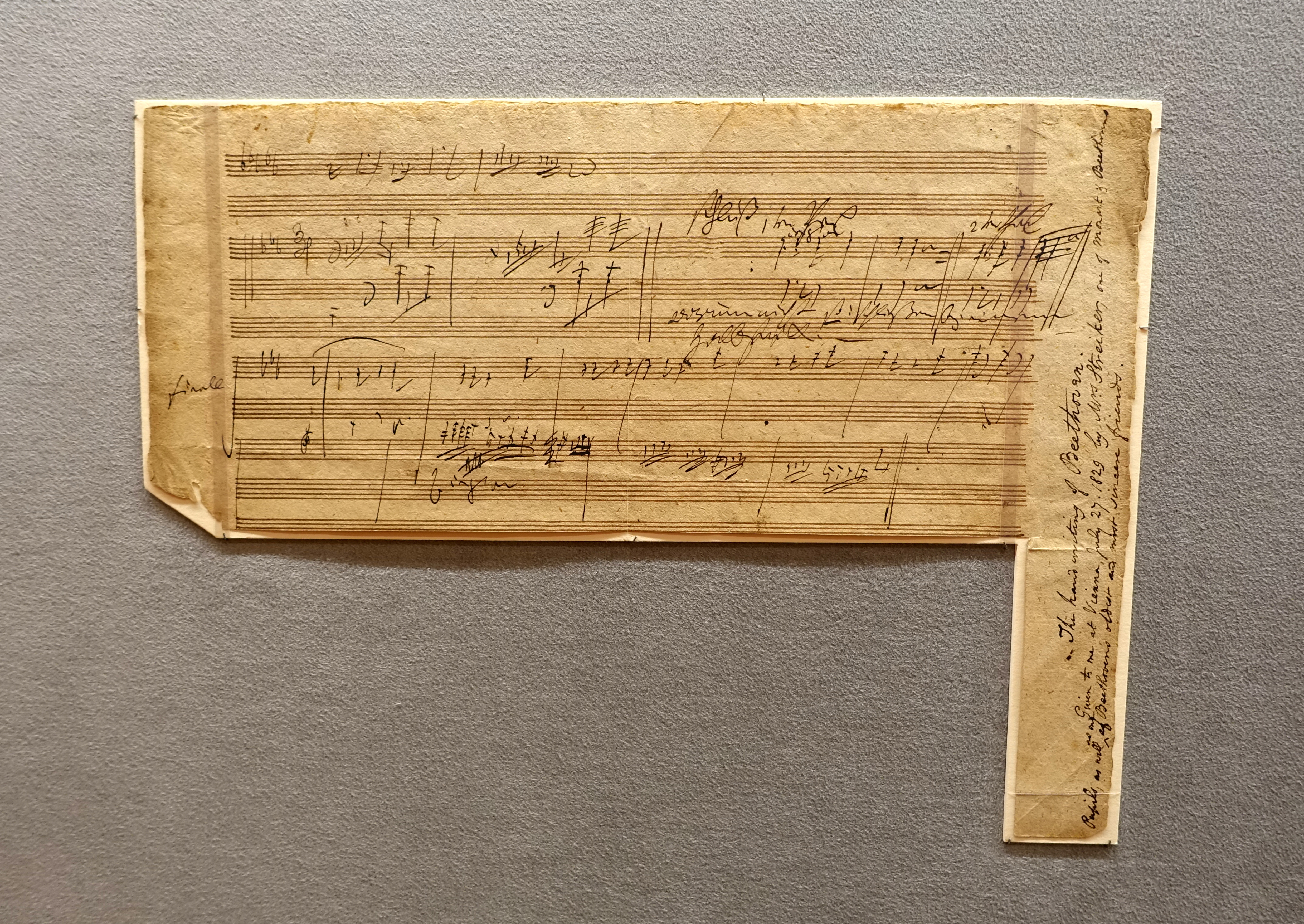
贝多芬第29钢琴奏鸣曲第三乐章手稿

《降B大調第29鋼琴奏鳴曲》，作品106，被称作“槌子鍵琴大奏鸣曲”（德語：Große Sonate für das Hammerklavier），是路德维希·范·贝多芬于1817年至1818年间创作的钢琴奏鸣曲，献给其赞助人魯道夫大公。為貝多芬晚期的重要作品之一，它通常被认为是贝多芬在技术上最具挑战性的钢琴作品和古典钢琴曲目中要求最高的独奏作品之一。第一次有记载的公开演出是1836年弗朗茨·李斯特在巴黎的埃拉尔厅。

## 簡介
此曲獻於奥地利的魯道夫大公，於1817年夏至1818年秋創作，展現了貝多芬晚期的一些特質：對傳統曲式（奏鳴曲式）的重塑、唐突的幽默樂句及重提早期音樂的元素如調式和諧、賦格等。曲谱中帶有大量柔音踏板的詳細指示，是貝多芬作品中少見的。
樂曲暱稱「槌子鍵琴」源自於其標題Hammerklavier一字，即德語中的一種早期鋼琴。贝多芬的第28钢琴奏鸣曲標題與此曲相同，但不帶有上述暱稱。

## 結構
此曲一共有四個樂章，演奏歷時約45分鐘，為貝多芬所有鋼琴奏鳴曲中最長的。
1. 快板（Allegro）
2. 谐谑曲：极快的快板（Scherzo: Assai vivace）
3. 持续的慢板（Adagio sostenuto）
4. 引子：广板 - 快板，赋格：堅決的快板（Introduzione: Largo... Allegro – Fuga: Allegro risoluto）

### 第一樂章
此樂章長9－13分鐘，為快板，2/2拍，以节拍器弹奏138速两分音符。開首以降B大調奏出暸亮的和弦，宣告第一主題，經過一些發展後，開首和弦再次出現（但是以D大調的形式），其後過渡到G大調之第二主題。第三主題亦出現後是樂曲的發展部，它開始不久便轉到降E大調。及後開首的主題以賦格形式展現，此部分最後以連續的D大調和弦作結。其後第一及第三主題以B大調出現，音階不斷提高，直至類似開首的降B大調和弦重現，然而再現部一直避免完全回歸到本调和弦（降B大調），以充分發展奏鳴曲式的潛力。樂章最後以特強（ff）完結。

### 第二樂章
此樂章長約3分鐘，為詼諧曲，極快（Assai vivace），3/4拍，降B大調。活潑的開首類似前一樂章第一主題的樂句。樂章中段為降B小調，標為“簡單地”（Semplice），此部分後為一個2/4拍的急板樂段，其後才回到第一樂段。之後是一個2/2拍急板的尾聲，彈着八度的B音，其後原本調性及節奏的主題重現並淡出。

### 第三樂章
此樂章長14－25分鐘，這樣長的樂章是當時所少見的，為升F小調，連綿的慢板（Adagio sostenuto），6/8拍。它被形容為「載着共同哀傷的陵墓」（“mausoleum of collective sorrow”）。鋼琴家威廉·肯普夫更將它形容為「貝多芬寫過的最為壯麗的長篇鉅作」（“the most magnificent monologue Beethoven ever wrote”）。
它在結構上是遵從古典形式的，然而再現部中加入了運用浪漫主義技巧的部分。此樂章亦多次變換調性，如對應的大調升F大調等。

### 第四樂章
此樂章長約12分鐘。開首為一以廣板起始的引子，它由降B大調轉為B大調，及後為A大調，速度上亦時常改變。
引子後樂曲轉回本調，3/4拍，堅決的快板（Allegro risoluto），在簡短的引入後賦格部分開始。主題首先是一個十度的跳躍及顫音，然後是以三度下降的短句，最後是帶有半音階過渡音的十六分音樂句，這些過渡音使得發展部具有特別的不和諧性。在第250小節處第二主題出現，不久後與首主題的一部分融合。最後為一長尾聲，左手部分有着連續的降E及降B的顫音，樂曲以兩個正格終止完結。此賦格多被視為貝多芬其中一首對對位法發掘最為深刻的作品。

## 影響
此作品——尤其是最後一樂章——的價值要待二十世紀才充分被認識。即使是十分推崇貝多芬晚期弦樂四重奏的華格納亦感到此曲缺少簡潔性。
費利克斯·魏因加特納曾将此曲改編成管弦樂曲。

## 外部連結
- 波恩貝多芬之家有關《第29號鋼琴奏鳴曲》資料 （页面存档备份，存于）（德文）
- 安德拉斯·希夫對此曲的講解：第一部分 （页面存档备份，存于）、第二部分 （页面存档备份，存于）
- 库克音乐图书馆中的樂譜 （页面存档备份，存于）
- 贝多芬第29号钢琴奏鸣曲：国际乐谱典藏计划上的乐谱
- 贝多芬《第29号钢琴奏鸣曲》创作历程的介绍及对音乐内容的评论（英文）
- 帕福利·江珀潘恩（Paavali Jumppanen）於伊莎貝拉嘉納藝術博物館內的演奏版本